# Zdeněk Štybar
Zdeněk Štybar (Planá, 11 december 1985) is een Tsjechisch voormalig veldrijder en wegwielrenner die tussen 2011 en 2022 voor Quick Step reed, nadat hij overkwam van Telenet-Fidea. In 2023 reed hij een seizoen bij Team BikeExchange-Jayco. Zijn voornaamste overwinningen zijn drie wereldtitels in het veldrijden, een Tour de France-etappe, een Vuelta-etappe, de Strade Bianche, de Omloop Het Nieuwsblad en de E3 BinckBank Classic in Harelbeke.

## Carrière
Štybar begon zijn carrière als BMX'er. Hij werd als zevenjarige wereldkampioen. Daarna koos hij voor veldrijden. Zo werd hij zowel in 2002 als in 2003 derde op het WK veldrijden voor junioren. In 2005 werd hij voor het eerst wereldkampioen. In het Duitse St. Wendel versloeg hij zijn landgenoot Radomír Šimůnek op het WK voor beloften. Deze wereldtitel leverde hem een contract bij het Fidea Cycling Team op. Het daaropvolgende seizoen verlengde hij zijn wereldtitel. Ditmaal versloeg hij in het Nederlandse Zeddam de thuisrijder Lars Boom en de Belg Niels Albert.
Tijdens het seizoen 2007-2008 maakte hij zijn debuut bij de profs. Hij won zijn eerste klassementscross tijdens de Wereldbeker van Kalmthout. Later dat seizoen werd hij tweede op het WK. Ook in 2009 werd hij vicewereldkampioen. In het daaropvolgende seizoen 2009-2010 werd het Wereldkampioenschap gehouden te Tábor, in zijn thuisland. Voor eigen publiek werd hij voor het eerst wereldkampioen veldrijden bij de profs. Dat seizoen won hij ook nog het eindklassement van zowel de Wereldbeker als de Superprestige. Een jaar later, op 30 januari 2011, verlengde hij zijn wereldtitel. Ditmaal klopte hij in St. Wendel de Belgen Sven Nys en Kevin Pauwels. Na zijn tweede wereldtitel maakte Štybar vanaf 1 maart 2011 de overstap naar het Belgische UCI World Tour team Quick-Step. Eind december 2011 maakte Štybar bekend zich vanaf 2012 in de eerste plaats op het wegwielrennen te zullen focussen.
In 2012 boekte hij zijn eerste zege van betekenis op de weg. Tijdens de Vierdaagse van Duinkerke won hij de vierde etappe. Later dat jaar won hij ook nog een rit in de Ronde van Polen. In 2013 brak Štybar door op de weg. In zijn allereerste Parijs-Roubaix streed hij mee voor de overwinning, tot hij moest uitwijken voor een fotograaf. Uiteindelijk werd hij zesde. Later dat jaar won hij in de Eneco Tour twee etappes en het eindklassement. In de zevende etappe van de Ronde van Spanje van 2013 klopte hij Philippe Gilbert in de sprint, nadat ze met z'n tweeën waren ontsnapt op zo'n vijf kilometer van de finish. In 2013-2014 reed hij opnieuw enkele veldritten. Hij betwistte ook het WK. Hij pakte er ietwat verrassend zijn derde wereldtitel bij de profs. In het klassieke voorjaar van 2014 behaalde hij heel wat ereplaatsen. Later dat jaar werd hij voor het eerst nationaal kampioen van Tsjechië op de weg. Tijdens de Eneco Tour won hij opnieuw een etappe. In 2015 was Štybar de beste in de Strade Bianche, waar hij op de steile slotklim in Sienna Greg Van Avermaet en Alejandro Valverde van zich af wist te houden. Ook won hij dat jaar de zesde etappe in de Ronde van Frankrijk.
Op 4 februari 2024 reed Štybar op 38-jarige leeftijd zijn laatste profwedstrijd. Hij nam afscheid van de wielersport met het wereldkampioenschap veldrijden in Tábor in zijn thuisland Tsjechië.

## Palmares

### Veldrijden
Overwinningen
| Seizoen                     | Wereldbeker                              | Superprestige                         | Trofee   | WK  | EK  | TK     | Overige                          | Aantal zeges |
| --------------------------- | ---------------------------------------- | ------------------------------------- | -------- | --- | --- | ------ | -------------------------------- | ------------ |
| 2006-2007                   |                                          |                                       |          | NVT | NVT | Zilver | Harderwijk, Ardooie, Oderzo      | 3            |
| 2007-2008                   | Kalmthout                                |                                       |          | ↑   | NVT | Goud   | Louny, Pilsen, Oderzo, Podborany | 5            |
| 2008-2009                   |                                          | Diegem                                | Loenhout | ↑   | NVT | Goud   |                                  | 3            |
| 2009-2010                   | Koksijde, Igorre, Roubaix eindklassement | Hamme-Zogge, Vorselaar eindklassement | Hasselt  | ↑   | NVT | Goud   | Stribro, Podborany, Tervuren     | 11           |
| 2010-2011                   | Aigle, Pilsen                            | Ruddervoorde, Zonhoven                | Namen    | ↑   | NVT | Goud   | Stribro, Louny, Ardooie, Bredene | 11           |
| 2011-2012                   | Liévin                                   | Hamme-Zogge, Middelkerke              |          | 13e | NVT | Goud   | Stribro, Baden, Ardooie          | 7            |
| 2012-2013                   |                                          |                                       |          | DNS | NVT | Goud   |                                  | 1            |
| 2013-2014                   |                                          |                                       |          | ↑   | NVT | DNS    | Bredene                          | 2            |
| 2014-2015                   |                                          |                                       |          | DNS | NVT | DNS    |                                  | 0            |
| 2015-2016                   |                                          |                                       |          | DNS | DNS | DNS    |                                  | 0            |
| 2016-2017                   |                                          |                                       |          | DNS | DNS | DNS    |                                  | 0            |
| geen deelnames in 2017-2018 |                                          |                                       |          |     |     |        |                                  |              |
| 2018-2019                   |                                          |                                       |          | DNS | DNS | 4e     |                                  | 0            |
| 2019-2020                   |                                          |                                       |          | DNS | DNS | DNS    |                                  | 0            |
| 2020-2021                   |                                          |                                       |          | 18e | DNS | DNS    |                                  | 0            |
| geen deelnames in 2021-2022 |                                          |                                       |          |     |     |        |                                  |              |
| 2022-2023                   |                                          |                                       |          | DNS | DNS | DNS    | Dohnany II                       | 1            |
| 2023-2024                   |                                          |                                       |          | 31e |     | Brons  |                                  |              |
| Totaal                      | 7                                        | 7                                     | 3        | 3   | 0   | 6      | 18                               | 54           |

Resultatentabel
| Seizoen   | Aantal   | WK     | TK     | WB    | SP    | X²O    |
| --------- | -------- | ------ | ------ | ----- | ----- | ------ |
| 2006-2007 | 4 zeges  | NVT    | Zilver | NVT   | NVT   | 7e     |
| 2007-2008 | 6 zeges  | Zilver | Goud   | 6e    | 4e    | Brons  |
| 2008-2009 | 3 zeges  | Zilver | Goud   | Brons | 8e    | Brons  |
| 2009-2010 | 11 zeges | Goud   | Goud   | Goud  | Goud  | Zilver |
| 2010-2011 | 11 zeges | Goud   | Goud   | 11e   | Brons | Zilver |
| 2011-2012 | 7 zeges  | 13e    | Goud   | Brons | Brons | Zilver |
| 2012-2013 | 1 zeges  | —      | Goud   | 46e   | 19e   | 14e    |
| 2013-2014 | 2 zeges  | Goud   | —      | 43e   | 20e   | 55e    |
| 2014-2015 | 0 zeges  | —      | —      | —     | —     | 66e    |
| 2015-2016 | 0 zeges  | —      | —      | —     | —     | 37e    |
| 2016-2017 | 0 zeges  | —      | —      | —     | —     | 31e    |
| 2018-2019 | 0 zeges  | —      | 4e     | 66e   | —     | 25e    |
| 2019-2020 | 0 zeges  | —      | —      | 72e   | —     | 31e    |
| 2020-2021 | 0 zeges  | 18e    | —      | —     | —     | —      |

### Wegwielrennen

#### Overwinningen
2006 - 2 zeges
3e etappe Ronde van de Pyreneeën
6e etappe Ronde van Lleida
2010 - 1 zege
proloog Ronde van Slowakije
2012 - 2 zeges
4e etappe Vierdaagse van Duinkerke
3e etappe Ronde van Polen
2013 - 5 zeges
1e etappe Tirreno-Adriatico (TTT)
3e en 7e etappe Eneco Tour
 Eindklassement Eneco Tour
7e etappe  Ronde van Spanje
2014 - 3 zeges
 Tsjechisch kampioenschap, wegwedstrijd
2e etappe Eneco Tour
Memorial Frank Vandenbroucke
2015 - 4 zeges
Strade Bianche
6e etappe Ronde van Frankrijk
1e (TTT) en 4e etappe Ronde van Tsjechië
2016 - 1 zege
2e etappe Tirreno-Adriatico
2017 - 1 zege
 Tsjechisch kampioenschap op de weg
2018
 Puntenklassement BinckBank Tour
2019 - 3 zeges
5e etappe Ronde van de Algarve
Omloop Het Nieuwsblad
E3 Harelbeke
2020 - 1 zege
6e etappe Ronde van San Juan

#### Resultaten in voornaamste wedstrijden
| Jaar | Ronde van Italië | Ronde van Frankrijk | Ronde van Spanje |
| ---- | ---------------- | ------------------- | ---------------- |
| 2012 |                  |                     | 76e              |
| 2013 |                  |                     | opgave (1)       |
| 2014 |                  |                     |                  |
| 2015 |                  | 103e (1)            |                  |
| 2016 |                  |                     | 63e              |
| 2017 |                  | 102e                |                  |
| 2018 | 80e              |                     |                  |
| 2019 |                  |                     | 55e              |
| 2020 |                  |                     | 102e             |
| 2021 |                  |                     | 133e             |
| 2022 |                  |                     |                  |
| 2023 |                  |                     |                  |

| Jaar | Milaan-San Remo | Gent-Wevelgem | Ronde van Vlaanderen | Parijs-Roubaix | Amstel Gold Race | Luik-Bast.‑Luik | Ronde van Lombardije | E3 Harelbeke | Strade Bianche | Omloop Het Nieuwsblad |  | WK op de weg |  | Wereldranglijsten |
| ---- | --------------- | ------------- | -------------------- | -------------- | ---------------- | --------------- | -------------------- | ------------ | -------------- | --------------------- |  | ------------ |  | ----------------- |
| 2012 |                 |               |                      |                |                  |                 |                      |              |                |                       |  | 116e         |  | 180e (UWT)        |
| 2013 | 66e             | 57e           | 36e                  | 6e             |                  |                 |                      | 40e          |                | 92e                   |  | 26e          |  | 26e (UWT)         |
| 2014 | 7e              | 20e           | 18e                  | 5e             | opgave           |                 |                      | 19e          |                | 29e                   |  | 83e          |  | 57e (UWT)         |
| 2015 | 56e             | 38e           | 9e                   | ↑              |                  | 42e             | opgave               | ↑            | ↑              | 7e                    |  | 43e          |  | 31e (UWT)         |
| 2016 | 142e            | 46e           | 8e                   | 110e           |                  |                 | opgave               | 15e          | ↑              |                       |  | 45e          |  | 60e (UWT)         |
| 2017 |                 | 52e           | 67e                  | ↑              | opgave           |                 |                      | 53e          | 4e             | 14e                   |  | 14e          |  | 63e (UWT)         |
| 2018 |                 | 8e            | 10e                  | 9e             |                  |                 |                      | 9e           | 7e             | 20e                   |  | opgave       |  | 36e (UWT)         |
| 2019 | 67e             | 35e           | 36e                  | 8e             |                  |                 |                      | ↑            | 4e             | ↑                     |  | 13e          |  | 38e (UWR)         |
| 2020 | 19e             | 41e           | 73e                  |                |                  |                 |                      |              | 6e             | 36e                   |  |              |  | 134e (UWR)        |
| 2021 | 37e             | 25e           |                      | 26e            |                  |                 |                      | 5e           | 62e            | 125e                  |  | 7e           |  |                   |
| 2022 | 68e             |               | 54e                  | 45e            | 25e              |                 |                      | 54e          |                | 62e                   |  | 42e          |  |                   |
| 2023 | 53e             | 84e           | 75e                  | 79e            | opgave           |                 |                      | 86e          | 73e            | opgave                |  |              |  |                   |

#### Resultaten in kleinere rondes
| Jaar | Parijs-Nice | Tirreno-Adriatico | Critérium du Dauphiné | Ronde van Zwitserland | Ronde van Polen | BinckBank Tour | Ronde van Peking / Ronde van Guangxi |
| 2011 |             |                   |                       | 45e                   |                 | 26e            |                                      |
| 2012 |             |                   |                       | opgave                | 33e (1)         |                |                                      |
| 2013 |             | 44e               |                       |                       | 24e             | ↑ (2)          | 65e                                  |
| 2014 | 15e         |                   | 82e                   |                       |                 | opgave (1)     |                                      |
| 2015 |             | opgave            |                       | 83e                   |                 |                |                                      |
| 2016 |             | 7e (1)            |                       | 81e                   | 36e             | 7e             |                                      |
| 2017 |             | 48e               |                       | 70e                   |                 |                |                                      |
| 2018 |             | 40e               |                       | 70e                   |                 | 13e            |                                      |
| 2019 |             | 36e               | 70e                   |                       |                 | 15e            |                                      |
| 2020 | 20e         |                   |                       |                       |                 | 23e            |                                      |
| 2021 |             | 50e               |                       |                       |                 |                |                                      |
| 2022 | opgave      |                   |                       |                       |                 |                |                                      |

(*) tussen haakjes aantal individuele etappeoverwinningen

## Ploegen
- 2005 –  Fidea Cycling Team (vanaf 1 september)
- 2006 –  Fidea Cycling Team
- 2007 –  Fidea Cycling Team
- 2008 –  Fidea Cycling Team
- 2009 –  Telenet-Fidea
- 2010 –  Telenet-Fidea
- 2011 –  Telenet-Fidea (tot 1 maart)
- 2011 –  Quick-Step (vanaf 1 maart)
- 2012 –  Omega Pharma–Quick-Step
- 2013 –  Omega Pharma–Quick-Step
- 2014 –  Omega Pharma–Quick-Step
- 2015 –  Etixx–Quick-Step
- 2016 –  Etixx–Quick-Step
- 2017 –  Quick-Step Floors
- 2018 –  Quick-Step Floors
- 2019 –  Deceuninck–Quick-Step
- 2020 –  Deceuninck–Quick-Step
- 2021 –  Deceuninck–Quick-Step
- 2022 –  Quick Step-Alpha Vinyl
- 2023 –  Team BikeExchange-Jayco

Wielerploegen van Zdeněk Štybar
Drucker · Jacobs · K.Pauwels · Štybar · Van Santvliet · Verschueren · Verstraeten · Vervecken · B.Wellens · G.Wellens
Dlask · Drucker · Jacobs · K.Pauwels · Štybar · Van Santvliet · Vantornout · Verschueren · Verstraeten · Vervecken · B.Wellens · G.Wellens
Baestaens · Bertholet · Dlask · Drucker · Meeusen · K.Pauwels · Štybar · Van Santvliet · Vantornout · Vervecken · B.Wellens · G.Wellens
Baestaens · Bertholet · Dlask · Drucker · Gavenda · Meeusen · K.Pauwels · Štybar · Vantornout · Vervecken · B.Wellens
Baestaens · Bertholet · Dlask · Gavenda · Hník · Meeusen · K.Pauwels · Scevenels · Štybar · van Kessel · Van Mechelen · B.Wellens
Baestaens · Bertholet · Dlask · Gavenda · Grand · Hník · Meeusen · K.Pauwels · Peeters · Štybar · K.Szczepaniak · P.Szczepaniak · van Empel · van Kessel · Van Mechelen · B.Wellens
Adams · K.Baestaens · Dlask · Gavenda · Grand · Hník · Jouffroy · Meeusen · K.Pauwels · Peeters · Štybar · van Empel · van Kessel · B.Wellens
Bandiera · Boonen · Cappelle · Cataldo · Chavanel · Chicchi · Ciolek · De Weert · Devenyns · Engels · Keisse · de Maar · Maes · Malacarne · Pineau · Reda · Robert · Seeldraeyers · Stauff · Steegmans · Štybar · Terpstra · Tratnik · Vandewalle · Van Impe · Van Keirsbulck · Vermote · Trentin (stagiair)
Bandiera · Boonen · Brammeier · Cataldo · Chavanel · Chicchi · Ciolek · De Weert · Devenyns · Fenn · Gołaś · Grabsch · Keisse · Kwiatkowski · Leipheimer · Maes · Martin     · Pauwels · Pineau · Raboň · Steegmans · Štybar · Terpstra · Trentin · Vandenbergh · Vandewalle · Van Keirsbulck · P. Velits · M. Velits · Vermote · Hoorne (stagiair) · Sénéchal (stagiair)
Alaphilippe · Bakelants · Boonen · Brambilla · Cavendish · De Gendt · De Weert · Fenn · Gołaś · Keisse · Kwiatkowski  · Maes · Martin   · Meersman · Pauwels · Petacchi · Poels · Renshaw · Serry · Steegmans · Štybar · Terpstra · Trentin · Urán · Vakoč · Vandenbergh · Van Keirsbulck · M. Velits · Vermote · Verona
Alaphilippe · Boonen · Bouet · Brambilla · Cavendish · de la Cruz · Gołaś · Keisse · Kwiatkowski  · Lampaert · Maes · Martin · Meersman · Renshaw · Sabatini · Serry · Štybar · Terpstra · Trentin · Urán · Vakoč · Vandenbergh · Van Keirsbulck · M. Velits · Vermote · Verona · Wisniowski · Contreras (stagiair) · Gaviria (stagiair)
Alaphilippe · Boonen · Bouet · Brambilla · Contreras · de la Cruz · De Plus · Gaviria · Jungels · Keisse · Kittel · Lampaert · Maes · D. Martin · T. Martin   · Martinelli · Meersman · Richeze · Sabatini · Serry · Štybar · Terpstra · Trentin · Vakoč · Vandenbergh · Van Keirsbulck · Velits · Vermote · Verona · Wiśniowski · Costa (stagiair) · García (stagiair) · Sisr (stagiair)
Alaphilippe · Bauer · Boonen (tot 09/04) · Brambilla · Capecchi · Cavagna · de la Cruz · De Plus · Declercq · Devenyns · Gaviria · Gilbert · Jungels · Keisse · Kittel · Lampaert · Martin · Martinelli · Mas · Richeze · Sabatini · Schachmann · Serry · Štybar · Terpstra · Trentin · Vakoč · Velits · Vermote · Hodeg (stagiair) · Kasperkiewicz (stagiair)
Alaphilippe · Asgreen · Capecchi · Cavagna · De Plus · Declercq · Devenyns · Gaviria · Gilbert · Hodeg · Jakobsen · Jungels · Keisse · Knox · Lampaert · Martinelli · Mas · Mørkøv · Narváez · Richeze · Sabatini · Schachmann  · Sénéchal · Serry · Štybar · Terpstra · Vakoč · Viviani
Alaphilippe · Asgreen · Capecchi · Cavagna · Declercq · Devenyns · Evenepoel   · Gilbert · Hodeg · Honoré · Jakobsen · Jungels · Keisse · Knox · Lampaert · Martinelli · Mas · Mørkøv · Richeze · Sabatini · Sénéchal · Serry · Štybar · Vakoč · Viviani 
Alaphilippe  · Almeida · Archbold · Asgreen · Bagioli · Ballerini · Bennett · Cattaneo · Cavagna · Declercq · Devenyns · Evenepoel   · Garrison · Hodeg · Honoré · Jakobsen · Jungels · Keisse · Knox · Lampaert · Masnada · Mørkøv · Sénéchal · Serry · Steels · Steimle · Štybar · Van Lerberghe · Quinn (stagiair) · Vansevenant (stagiair)
Alaphilippe  · Almeida · Archbold · Asgreen · Bagioli · Ballerini · Bennett · Cattaneo · Cavagna · Cavendish · Černý · Declercq · Devenyns · Evenepoel · Garrison · Hodeg · Honoré · Jakobsen · Keisse · Knox · Lampaert · Masnada · Mørkøv · Sénéchal · Serry · Steels · Steimle · Štybar · Van Lerberghe · Vansevenant · Osborne (stagiair) · Van Tricht (stagiair)
Alaphilippe  · Asgreen · Bagioli · Ballerini · Cattaneo · Cavagna · Cavendish · Černý · Declercq · Devenyns · Evenepoel  · Honoré · Jakobsen  · Keisse · Knox · Lampaert · Masnada · Mørkøv · Schmid · Sénéchal · Serry · Steels · Steimle · Štybar · Svrček (vanaf 1/7) · Van Lerberghe · Van Tricht · Van Wilder · Vansevenant · Vernon · Vervaeke · Raccani (stagiair)
Balmer · Berhe · Colleoni · Craddock · De Marchi · Dunbar · Durbridge · Engelhardt · Grmay · Groenewegen · Hamilton · Harper · Hepburn · Jansen · Juul-Jensen · Maas · Matthews · Mezgec · O'Brien · Peña · Porter · Pöstlberger · Quick · Reinders · Scotson · Sobrero · Stewart · Štybar · Yates · Zana · Jørgensen (stagiair) · McKenzie (stagiair)